# Vítreo primario hiperplásico persistente
El vítreo primario hiperplásico persistente es una anomalía congénita en la cual el vítreo primario y el vasculatura hialoidea fallan en degenerarse por su cuenta durante vida embriónica. Usualmente es esporádico y ocurre en un solo ojo, aunque, en muy pocos casos, se presenta como un defecto hereditario y/o ocurre en ambos ojos. Es una de las causas principales de la leucocoria.

## Presentación
Hay tres formas en las que esta condición se presenta:
- Forma anterior: También conocida como túnica vasculosa lentis persistente o vaina fibrovascular fetal posterior persistente del cristalino, y es caracterizada por su asociación con las cataratas, el glaucoma, y una membrana retrolenticular.

- Forma posterior: También conocida como tabique retiniano falciforme o ablatio falcicormis congenita, y es caracterizada por su asociación con anomalías maculares, anomalías del disco óptico, y anomalías en el segmento posterior del ojo. Usualmente se puede observar un tallo fibroso el cual emerge del disco óptico y masas ecogénicas. Los pacientes con este tipo de VPP están a mayor riesgo de desarrollar otras condiciones tales como el nistagmo, el estrabismo, etc.

- Combinación: Esta es una combinación de características anteriores y posteriores, y es el tipo más común de esta condición.

Los hallazgos comunes del VPHP bajo ciertos métodos diagnósticos incluyen hipervascularidad del humor vítreo, microftalmia, estructura linear fina de tejido suave que está presente desde la cabeza del nervio óptico hasta la superficie posterior del lente, calcificaciones en el lente (el cual también puede presentar osificación), membranas hialodias, la retina, y el vítreo, nervio óptico poco desarrollado o ausente totalmente, foldes retinales, desprendimiento retinal, cámara anterior con poca profundidad, entre muchos más.

## Causas
Esta condición es causada por una perturbación embrionaria la cual causa la ausencia del proceso que toma lugar durante la vida fetal en el que el vítreo primario, dicho proceso consiste de la regresión de la vasculatura hialoida, este hecho corta el suministro de sangre del vítreo primario, haciendo que este mismo también se deteriore junto con la vasculatura hialoida. El vítreo primario se forma durante la séptima semana gestacional y se deteriora durante la semana gestacional número 20.
Esta asociada a algunos síndromes genéticos, tales como la trisomia 13, la anomalía de Peter, el síndrome de la gloria de la mañana, displasia septo-óptico-pituitaria, esquizencefalia, enfermedad de Norrie, síndrome de Walker-Warburg, displasia retinal, entre otros.
En algunos casos, la condición (en su forma aislada) está asociada a mutaciones genéticas en ciertos genes, tales como TP53, VEGFA, SMAD2, CDKN2A, FOXC, FZD4, LRP5, KDR, FZD5, PAX6, MYCN, NDP, PITX2, ATOH7, y PAX2

## Diagnóstico
Prenatalmente, la condición puede ser diagnosticada con sonografías.
Las resonancias magnéticas craneales y los escaneos de CT también sirven en el diagnóstico de VPHP.

## Tratamiento
El tratamiento incluye la trabeculectomía y la lensectomía (con o sin vitrectomía anterior o total).

## Epidemiología
Entre casos de la anomalía, la presentación posterior, anterior, y combinada compone del 12%, 25%, y 63% de los casos totales de VPHP, respectivamente. Entre casos de ceguera, las personas con VPHP componen del 5 % del número de pacientes totales.